# موتور دکتر لطفی
موتور دکتر لطفی یک منطقهٔ مسکونی در ایران است که در بخش مرکزی شهرستان عنبرآباد واقع شده‌است. موتور دکتر لطفی ۶۷ نفر جمعیت دارد.